# Stegsdorf

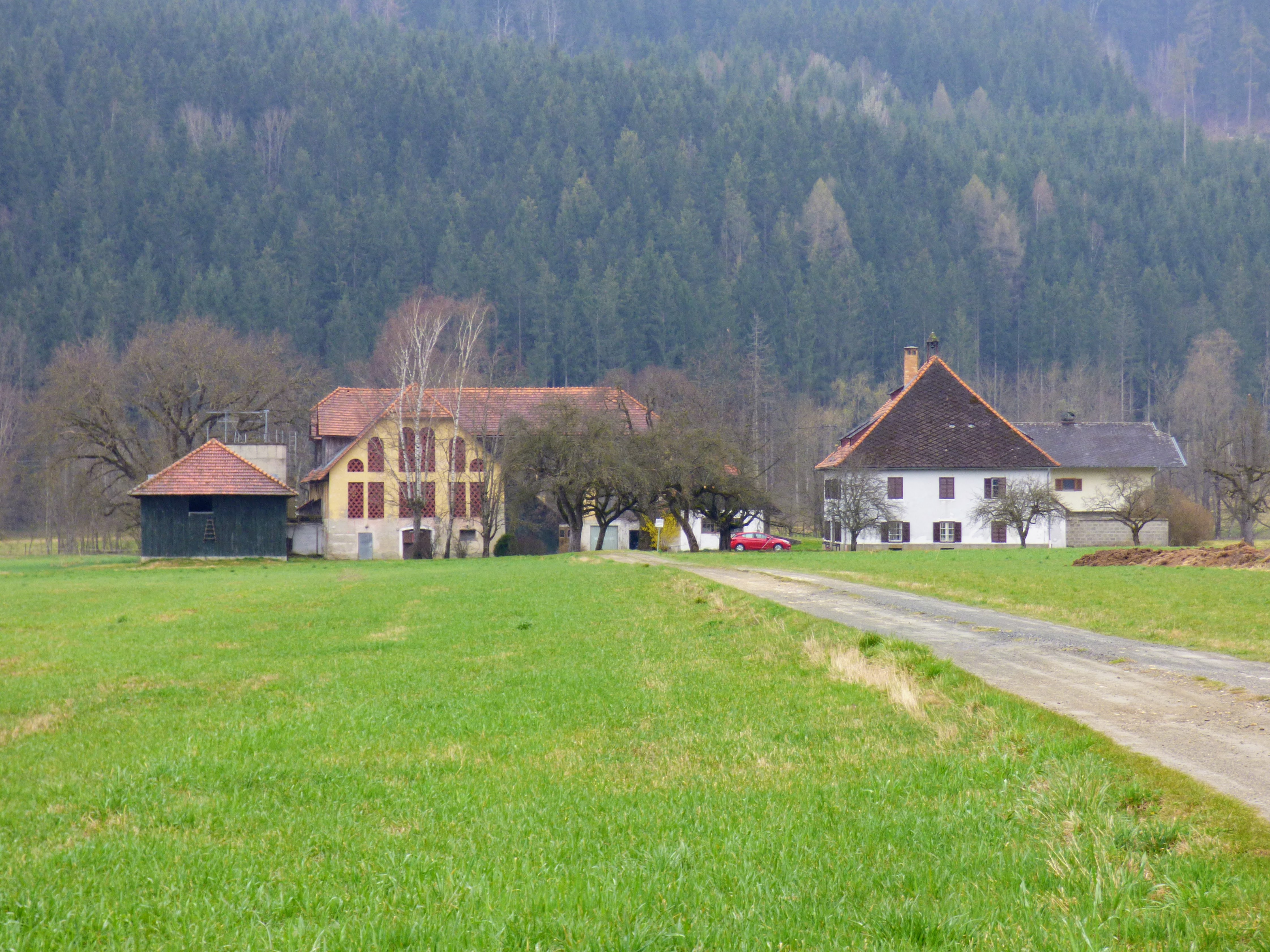
Neubauerhof

Stegsdorf ist eine Ortschaft in der Gemeinde Friesach im Bezirk Sankt Veit an der Glan in Kärnten (Österreich). Die Ortschaft hat 14 Einwohner (Stand 1. Jänner 2024). Sie liegt auf dem Gebiet der Katastralgemeinde St. Salvator.

## Lage
Die Ortschaft liegt im Norden des Bezirks St. Veit an der Glan, etwa 3 km nordwestlich des Stadtzentrums von Friesach, an der Metnitz, beim Austritt des Metnitztals ins Friesacher Feld.
Im Ort werden folgende Hofnamen geführt: Lindner (Nr. 1 und 3), Stelzer (Nr. 4), Ortner (Nr. 5 und 8), Neubauer (Nr. 6 und 7).

## Geschichte
Der Ort wird um das Jahr 1128 als Ztoygoystorf und als Stoigoistorf erwähnt.
In der ersten Hälfte des 19. Jahrhunderts gehörte der auf dem Gebiet der Steuergemeinde St. Salvator liegende Ort zum Steuerbezirk Dürnstein. Bei Gründung der Ortsgemeinden im Zuge der Reformen Mitte des 19. Jahrhunderts kam Stegsdorf an die Gemeinde St. Salvator.
Eine Ausnahme bildet das einzige rechtsseitig der Metnitz gelegene Gebäude des Orts (Haus Nr. 8): die Grundstücke rechtsseitig der Metnitz gehörten in der ersten Hälfte des 19. Jahrhunderts zur Steuergemeinde Zienitzen und somit zum Steuerbezirk Grades; sie kamen Mitte des 19. Jahrhunderts an die Gemeinde Grades und erst 1915 an die Gemeinde St. Salvator.
1919 ließ Blasius Petritsch, Besitzer des Ortner-Hofs, ein Elektrizitätswerk errichten, mit dem Stegsdorf und ab 1920 auch Barbarabad mit Strom versorgt wurden.
Per 1. Jänner 1973 wurde das Gebiet der aufgelösten Gemeinde St. Salvator an die Gemeinde Friesach angeschlossen; seither gehört Stegsdorf zur Gemeinde Friesach.

## Bevölkerungsentwicklung
Für die Ortschaft ermittelte man folgende Einwohnerzahlen:
- 1869: 5 Häuser, 54 Einwohner[5]
- 1880: 5 Häuser, 38 Einwohner[6]
- 1890: 5 Häuser, 37 Einwohner[7]
- 1900: 5 Häuser, 46 Einwohner[8]
- 1910: 7 Häuser, 58 Einwohner[9]
- 1923: 7 Häuser, 82 Einwohner[10]
- 1934: 65 Einwohner[11]
- 1961: 6 Häuser, 37 Einwohner[12]
- 2001: 8 Gebäude (davon 7 mit Hauptwohnsitz) mit 8 Wohnungen; 29 Einwohner und 0 Nebenwohnsitzfälle; 8 Haushalte; 1 Arbeitsstätte, 2 land- und forstwirtschaftliche Betriebe[13]
- 2011: 8 Gebäude, 19 Einwohner, 7 Haushalte, 1 Arbeitsstätte[14]
- 2021: 8 Gebäude, 16 Einwohner, 6 Haushalte, 2 Arbeitsstätten[15]